# Nishi-Nakajima Minamigata (metropolitana di Osaka)
Nishi-Nakajima Minamigata (西中島南方駅?, Nishi-Nakajima Minamigata-eki) è una stazione passante della linea Midōsuji della Metropolitana di Osaka ed è situata nel quartiere settentrionale Yodogawa-ku di Osaka, in Giappone. Come tutta la linea, la stazione è di proprietà e viene gestita dall'Ufficio Municipale dei Trasporti di Osaka, azienda comunale cittadina. Venendo da nord, è l'ultima prima dell'attraversamento del vicino fiume Yodo, oltre il quale si estende la parte centrale della città.
Nelle immediate vicinanze si trova la stazione di Minamikata della Linea Hankyū Kyōto. La zona in cui sorge la stazione è una delle più movimentate del quartiere. È la parte meridionale della vasta area che ospita i numerosi uffici sorti attorno alla vicina stazione di Shin-Ōsaka. Attorno alla stazione di Nishi-Nakajima Minamigata si trovano anche molti locali pubblici come ristoranti, bar ecc. e vi sono diversi locali notturni. Oltre quest'area inizia la popolosa zona degli edifici abitativi.

## Storia
La stazione fu inaugurata il 24 settembre 1964, assieme a tutto il tratto della linea Midosuji che collega la centrale stazione di Umeda a quella di Shin-Osaka, inaugurata nello stesso periodo per ospitare i treni ad alta velocità Shinkansen. Dato che per difficoltà urbanistiche tali convogli non potevano arrivare nel centro della città, la municipalità scelse di costruire Shin-Osaka e di prolungare la metropolitana.

## Struttura
I binari si trovano sul viadotto passante sopra al viale Suji Nuovo (新御堂筋?, Shin Midōsuji), prosecuzione a nord del centrale Midōsuji che dà il nome alla linea. Vi è un'entrata sul lato nord ed una sul lato sud della stazione, distanti tra loro circa 200 metri. Entrambe le entrate sono rialzate di qualche gradino dal piano stradale e sono provviste di rampe inclinate per l'accesso delle persone in sedia a rotelle. Alle entrate si trovano biglietterie automatiche, tornelli con funzione di obliteratrice e personale di servizio con funzioni di controllo ed assistenza.
Nell'area di arrivo dei treni, al piano superiore, le banchine laterali hanno il piano di calpestio allo stesso livello di quello del treno, permettendo l'incarrozzamento a raso. Ogni banchina ha un ascensore, una scalinata ed una scala mobile per ognuna delle 2 entrate. Entrambe le banchine sono dotate di una piccola sala di attesa con sedie, pareti vetrate ed aria condizionata.
Le due entrate sono situate nell'ampio spazio che si trova tra le carreggiate del viale, che ospita anche il parcheggio a pagamento per cicli e motocicli.

## Galleria d'immagini

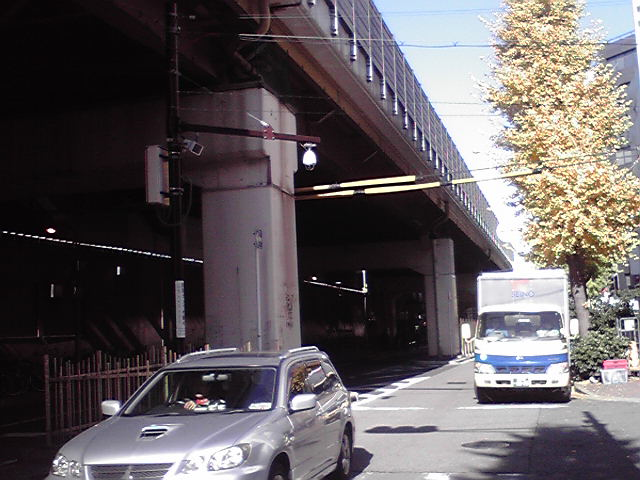
Il viadotto in corrispondenza della stazione
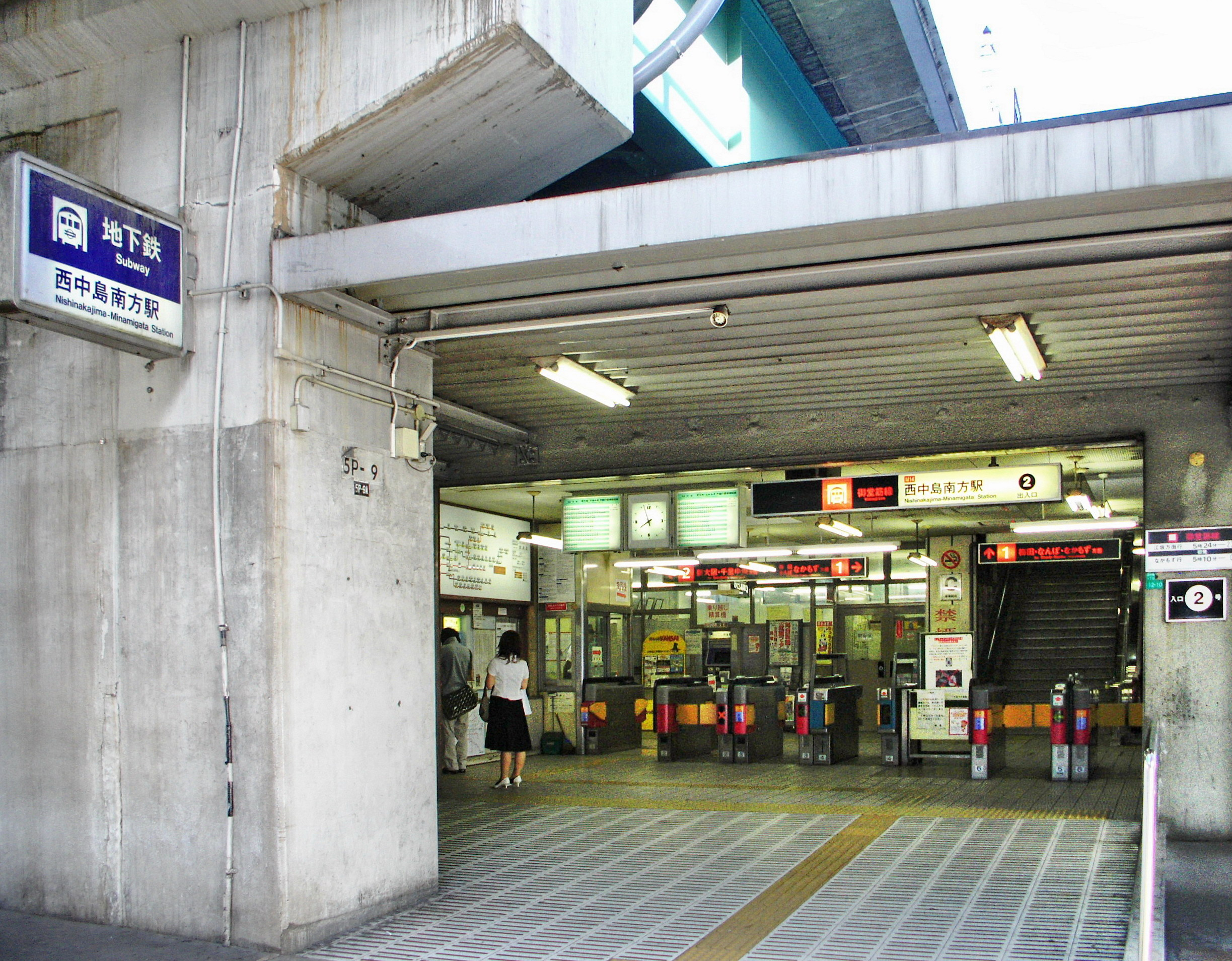
Entrata sud
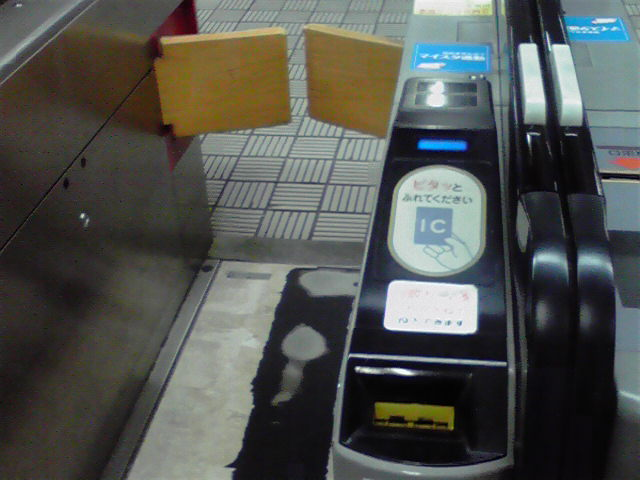
Entrata nord: tornello con obliteratrice e terminale per lettura di smart card
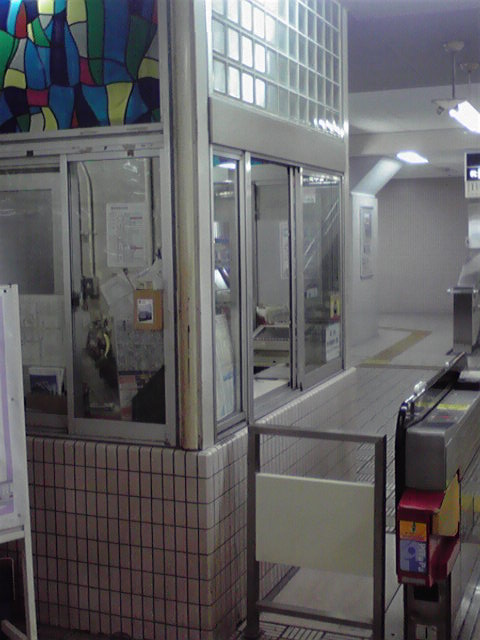
Ufficio all'entrata nord per il personale di controllo e assistenza viaggiatori